# RED by SFR
 (août 2025).
Si vous disposez d'ouvrages ou d'articles de référence ou si vous connaissez des sites web de qualité traitant du thème abordé ici, merci de compléter l'article en donnant les références utiles à sa vérifiabilité et en les liant à la section « Notes et références ».
Pour les articles homonymes, voir RED.
RED by SFR est une marque de téléphonie mobile française et un fournisseur d'accès à Internet sans engagement appartenant à l'opérateur privé SFR, marque du groupe de télécommunications français Altice France. RED est présent en France métropolitaine, en Guadeloupe, Guyane, Martinique, à La Réunion et à Mayotte.

## Historique

Ancien logo de RED by SFR de 2015 à 2016.

SFR commercialise sous cette marque des forfaits de téléphonie mobile et des offres d’accès à Internet par ADSL ou par la fibre optique. Lancée le 11 octobre 2011 sous le nom « Les séries RED de SFR » et créée à l'origine pour contrer l'opérateur Free sur le marché des Télécoms français. La majorité de ses services sont accessibles via Internet : les souscriptions, l'assistance en ligne avec un forum d'abonnés et page de contact. Des téléphones mobiles neufs ou d’occasion sont également commercialisés sur le même site.
Le 7 novembre 2015 soit un an après son rachat par le groupe Altice, l'opérateur SFR annonce la disparition prochaine des marques Virgin Mobile et Numericable. Les abonnés à Mobile « sans engagement » doivent migrer vers les offres RED « sans engagement », alors que les souscripteurs de forfaits « avec engagement » sont orientés vers les offres de SFR. Le 16 février 2016, RED by SFR dévoile une nouvelle graphique, logo et habillage, une évolution du site web, de nouvelles offres commerciales d'accès à internet et aux réseaux mobiles 4G, conformément à un forfait à la carte à l'instar de l'offre Joe Mobile.
À partir du février 2016, la marque RED by SFR est détenue en France métropolitaine, à Omea Telecom, filiale de SFR Group. Le 23 mars 2016, l'offre RED Fibre est commercialisé pour les réseaux en fibre optique FTTH, en complément du réseau câblé coaxial FTTB et des réseaux ADSL ou VDSL. Les offres fixes Internet + téléphone peuvent donner accès à l'option payante TV nécessitant un terminal vidéo adapté à l'offre FTTB et un décodeur TV Évolution pour les offres FTTH et ADSL/VDSL.
Le 16 mars 2017, l'opérateur RED by SFR lance un forfait mobile avec une enveloppe Internet de 100 Go sans engagement. La même année, l'opérateur propose une promotion éphémère, avec un forfait doté de la data illimitée dans le cadre de l'opération Black Friday[réf. nécessaire]. À la suite de la dissolution de Omea Telecom par sa société mère SFR Group, le 6 décembre 2017[réf. nécessaire], la marque RED by SFR est commercialisée par SFR.
À partir de 2019, RED by SFR fait évoluer ses forfaits qualifiés « à vie », en proposant une offre avec augmentation tarifaire obligatoire, en échange de data. Le seul moyen de la refuser est de résilier l'abonnement,,,.  Quelques jours après son concurrent Free Mobile, le 15 décembre 2020, RED by SFR commercialise son premier forfait 5G.

## Polémique
En 2018, l'opérateur garantit des forfaits à vie, le coût du forfait ne devant jamais augmenter. Pourtant dès l'année suivante, les abonnés de ces forfaits à vie se voient imposer des augmentations de l'ordre de 3 € par mois. Une pétition est lancée par les clients s'estimant lésés, réunissant plus de 30 000 signatures. 
Le 3 septembre 2024, l'opérateur est victime d'un incident de sécurité engendrant le vol d'informations personnelles de plusieurs dizaines de milliers de données sensibles concernant ses clients, sans que la société soit en mesure d'en indiquer le nombre exact. La nature des informations usurpées concernent : les identités, les coordonnées renseignées, les données contractuelles, le numéro d'identification du smartphone, le numéro de la carte SIM et l'IBAN. Le vol de l'IBAN (ou RIB) lorsqu'il est associé à d'autres informations, rend possible l'usurpation d'identité et de réaliser des autorisations de prélèvement directement sur un compte bancaire. La commission nationale de l'informatique et des libertés (CNIL) est notifiée et une plainte a été déposée auprès du procureur de la République. L'opérateur est dès lors contraint de mettre à disposition un accueil téléphonique avec numéro vert gratuit, pour accompagner les clients concernés faisant l'objet de tentatives de hameçonnages.

## Innovation
À partir d'avril 2015, RED by SFR permet provisoirement la modification du nom d'opérateur sur les lignes de ses clients, hors roaming et cartes SIM NFC,.